# Romagny-sous-Rougemont
Romagny-sous-Rougemont (deutsch früher Welschenesch) ist eine französische Gemeinde im Département Territoire de Belfort in der Region Bourgogne-Franche-Comté.

## Geographie
Romagny-sous-Rougemont liegt auf 405 m über dem Meer, etwa zwölf Kilometer nordöstlich der Stadt Belfort (Luftlinie). Das ehemalige Straßenzeilendorf erstreckt sich am Nordrand der Burgundischen Pforte, auf dem Plateau im Vorland der Vogesen, am Ostfuß des Châtelet und am Bachlauf des Margrabant.
Die Fläche des 2,47 km² großen Gemeindegebiets umfasst einen Abschnitt im Bereich des Vogesenvorlandes. Der östliche Teil des Gebietes wird vom Plateau am Vogesenfuß eingenommen, das durchschnittlich auf 410 m liegt. Es ist überwiegend mit Acker- und Wiesland bedeckt, zeigt aber auch einige Waldflächen. Entwässert wird das Plateau durch den Margrabant nach Süden zum Ruisseau de Saint-Nicolas. In den Talmulden und am Ortsrand befinden sich mehrere Weiher, die einst für die Fischzucht angelegt wurden. Nach Nordwesten erstreckt sich das Gemeindeareal in das hügelige Quellgebiet des Margrabant und auf den Châtelet, einen nach Süden ausgreifenden, bewaldeten Vorberg der Vogesen. Hier wird mit 538 m die höchste Erhebung von Romagny-sous-Rougemont erreicht.
Nachbargemeinden von Romagny-sous-Rougemont sind Rougemont-le-Château im Norden, Leval und Petitefontaine im Osten, Felon im Süden sowie Saint-Germain-le-Châtelet und Anjoutey im Westen.

## Geschichte
Erstmals urkundlich erwähnt wird Romagny im Jahr 1565. Zu dieser Zeit trug das Dorf die deutschen Bezeichnungen Esche und Eschon. Mitte des 14. Jahrhunderts gelangte das Gebiet von Romagny unter die Oberhoheit der Habsburger. Es gehörte zur Herrschaft Rougemont. Zusammen mit dem Sundgau kam das Dorf mit dem Westfälischen Frieden 1648 an die französische Krone. Seit 1793 gehörte es zum Département Haut-Rhin, verblieb jedoch 1871 als Teil des Territoire de Belfort im Gegensatz zum restlichen Elsass bei Frankreich und wechselte damals vom Kanton Masevaux in den neu gegründeten Kanton Rougemont-le-Château. Im Jahr 1913 wurde Romagny durch eine Schmalspurbahnlinie, die von Belfort über Les Errues nach Rougemont-le-Château führte, an das französische Eisenbahnnetz angebunden. Wenige Jahre vor dem Zweiten Weltkrieg wurde der Betrieb jedoch eingestellt. Um eine Verwechslung mit anderen gleichnamigen Gemeinden zu vermeiden, wurde Romagny 1933 offiziell in Romagny-sous-Rougemont umbenannt. Heute ist Romagny-sous-Rougemont mit 13 anderen Gemeinden zum Gemeindeverband Pays Sous Vosgien zusammengeschlossen.

## Bevölkerung
| Bevölkerungsentwicklung | Bevölkerungsentwicklung |
| Jahr                    | Einwohner               |
| ----------------------- | ----------------------- |
| 1962                    | 136                     |
| 1968                    | 130                     |
| 1975                    | 155                     |
| 1982                    | 177                     |
| 1990                    | 183                     |
| 1999                    | 199                     |
| 2007                    | 215                     |

Mit 214 Einwohnern (1. Januar 2022) gehört Romagny-sous-Rougemont zu den kleinen Gemeinden des Départements Territoire de Belfort. Nachdem die Einwohnerzahl in der ersten Hälfte des 20. Jahrhunderts abgenommen hatte (1901 wurden noch 258 Personen gezählt), wurde seit Beginn der 1970er Jahre wieder ein kontinuierliches Bevölkerungswachstum verzeichnet.

## Wirtschaft und Infrastruktur
Romagny-sous-Rougemont war bis weit ins 20. Jahrhundert hinein ein vorwiegend durch die Landwirtschaft (Ackerbau, Obstbau und Viehzucht), die Fischzucht und die Forstwirtschaft geprägtes Dorf. Daneben gibt es heute einige Betriebe des lokalen Kleingewerbes. Mittlerweile hat sich das Dorf zu einer Wohngemeinde gewandelt. Viele Erwerbstätige sind auch Wegpendler, die in den Agglomerationen Belfort und Mülhausen ihrer Arbeit nachgehen.
Die Ortschaft liegt abseits der größeren Durchgangsstraßen an einer Departementsstraße, die von Rougemont-le-Château in Richtung Belfort führt. Der nächste Anschluss an die Autoroute A 36 befindet sich in einer Entfernung von ungefähr sieben Kilometern.